# Židovský hřbitov v Dobříši
Židovský hřbitov leží v severovýchodní části města Dobříš poblíž Lípové ulice při modré a zelené turistické značce. Je chráněn jako kulturní památka České republiky.

## Popis a historie
Hřbitov se vstupem z východní strany byl založen nejdéle v 1. polovině 17. století a do současnosti se zde dochovalo kolem 250 náhrobků s nejstarším z roku 1650.
V letech 1781 a 1863 byl areál rozšířen, na konci 80. let 20. století byl výrazně zmenšen a v nevyužité části byl založen park a vybudováno dnes chátrající hřiště na minigolf. Byla postavena nová zeď a brána, za niž byla bez ladu a skladu přemístěna část náhrobků ze zrušené části.  Areál se zamyká a přístupný je jen po dohodě se správcem hřbitova, společností Matana. Ve městě se také nachází bývalá synagoga.